# Denholm Elliott
Denholm Elliott Mitchell (London, 1922. május 31. – Santa Eulària des Riu, 1992. október 6.) háromszoros BAFTA-díjas angol film-, televíziós és színházi színész. Több mint 120 filmben és televíziós sorozatokban szerepelt. Legismertebb alakítását Az elveszett frigyláda fosztogatói (1981) és az Indiana Jones és az utolsó kereszteslovag (1989) c. filmekben nyújtotta, Dr. Marcus Brody szerepében.

## Ifjúkora
Denholm Elliott Mitchell néven született 1922. május 31-én, Londonban. Édesanyja Nina (született Mitchell) és apja Myles Laymen Farr Elliott, ügyvéd volt. Tanulmányait Londonban, a Malvern College és a Royal Academy of Dramatic Art-ban végezte.
A második világháború idején, Elliott csatlakozott a Brit Királyi légierőhőz, ahol szolgálatot végzett mint rádiós őrmester, a No. 76 Squadron RAF nevű osztagban, Leonard Cheshire Ezredes parancsnoksága alatt.
1942. szeptember 23-ról 24-ére virradó éjszakán részt vett egy légitámadásban a Handley Page Halifax DT508 nevű bombázón Flensburg felett, Németországban. A támadás a német tengeralattjárók ellen történt. Németországban a repülőgépet találatok érték, majd az Északi-tenger közelében ért földet. Elliott és két másik legénység tagjai életben maradtak. Elliott a háború utolsó éveit Sziléziában egy hadifogolytáborban töltötte. Később bekapcsolódott az amatőr színjátszó szerepekbe.

## Filmes karrierje
Miután elvégezte az amatőr színjátszást, megkapta az első nagyjátékfilmes szerepét az 1949-es a Dear Mr. Prohack c. filmben. Majd úgy folytatta, hogy széles körű, gyakran hatástalan és esetenként siralmas karaktereket játszott, mint például Charlie-t, a lecsúszott életművészt az 1964-es Mindenből a legjobbat-ban; egy abortuszt végző orvost az 1966-os Alfie-ban; egy alkoholista amerikai rendezőt, Elliottot az 1974-es Duddy Kravitz céljaiban; és Vernon Bayliss részeges újságírót az 1978-as Defence of the Realm c. filmben. Natasha Parryval főszerepet játszott az 1955-ös The Apollo of Bellac televíziós játékban.
Az 1970-es években Elliott sok televíziós filmben jelent meg, legtöbbször Dennis Potter rendezéseivel készült filmekben, a Follow the Yellow Brick Road (1972), Brimstone and Treacle (1976), és a Blade a Featherben (1980).
Az 1980-as években háromszor nyerte el a BAFTA-díjat a legjobb férfi mellékszereplő kategóriában, a Szerepcsere, a Magánpraxis, és A birodalom védelme c. filmekért, valamint egy Oscar-díj jelölést is kapott a Szoba kilátással c. filmbeli szerepéért. 1981-ben Steven Spielberg, aki nagy rajongója volt, fel kérte őt, hogy játssza el Dr. Marcus Brody szerepét Az elveszett frigyláda fosztogatóiban. Ezen alakításáért BAFTA-díjra jelölték. Ennek köszönhetően ismét eljátszhatta ezt a szerepet az 1989-es Indiana Jones és az utolsó kereszteslovagban.
Halála után a tiszteletére, az Indiana Jones és a kristálykoponya királyságában a karaktere azonban még megjelenik egy archív fényképen és egy szobron, a Marshall College díszletében.

## Magánélete
1988-ban A Brit Birodalom rendjével tüntették ki, (CBE) parancsnoki fokozattal, a II. világháborúban eltöltött katonai színjátszásnak tett szolgálataiért.
Elliottról kiderült, hogy biszexuális volt. Kétszer volt házas; elsőként 1954-ben Virginia McKenna színésznő, néhány hónapig, majd később, 1962-ben, az amerikai színésznő Susan Robinson, akitől két gyermeke született, Mark és Jennifer. Jennifer öngyilkosságot követett el 2003-ban.

## Halála
1987-ben Elliottnál HIV vírust diagnosztizáltak, és 1992. október 6-án, a tuberkulózis miatt kialakult AIDS-ben halt meg otthonában, a Santa Eulària des Riu, Ibiza, Spanyolországban. 70 éves volt. Halála után sok színészi kollégája is gyászolta, többek között: Sir Donald Sinden és Sir Peter Ustinov, Dennis Potter és a korábbi felesége Virginia McKenna.
Ők ezekkel a szavakkal méltatták és jellemezték:
Sinden: "A legjobb színészek közül egy nagyon különleges színész volt. Az utolsó csillagok közül egy igazi úriember volt. Ez egy nagyon szomorú veszteség." Ustinov: "Csodálatos színész és nagyon jó barátom volt azokon az alkalmakon, amikor az élet össze hozott minket. Potter: "Bonyolult, érzékeny és kissé zavaró színész volt. Nem csak nagyon művelt, hanem száraz, szellemes és enyhén fenyegető egyén volt. Emberként mindig nagyon egyenesnek és nyitottnak találtam őt és ez sokban lényegesnek számít." McKenna hozzátette: „Abszolút rettenetes, de az a személy, akire e pillanatban többet gondolok, mint bárki, az a felesége. Szörnyű lehetett neki.”
Az özvegye létrehozott egy jótékonysági szervezetet, a The Denholm Elliott projektet, és közreműködött Elliott Életrajzának megírásában. 
Továbbá szorosan együttműködött A HIV-vel és az AIDS-szel élő lakossági koalíciója (UKC) nevű szervezettel, amely pont e betegekkel foglalkozott addig, míg 2007. július 25-én meg nem szűnt.
Susan Robinson Elliott 2007. április 12-én meghalt, londoni lakásában kitört tűz következtében. 65 évet élt.

## Filmjei
| Év   | Cím                                       | Eredeti cím                         | Szerep                             | Magyar hang                                | Rendező                     |
| ---- | ----------------------------------------- | ----------------------------------- | ---------------------------------- | ------------------------------------------ | --------------------------- |
| 1992 | Függöny fel                               | Noises Off...                       | Selsdon Mowbray (A rabló)          | Velenczey István                           | Peter Bogdanovich           |
| 1991 | Elfújja a szél                            | One Against the Wind                | Father LeBlanc                     |                                            | Larry Elikann               |
| 1991 | Elsőosztályú gyilkosság                   | A Murder of Quality                 | George Smiley                      |                                            | Gavin Millar                |
| 1991 | Lángoló szenvedélyek                      | Scorchers                           | Howler                             |                                            | David Beaird                |
| 1991 | A terror iskolája                         | Toy Soldiers                        | Igazgató                           | Dobránszky Zoltán                          | Daniel Petrie, Jr.          |
| 1989 | Visszatérés a Kwai folyóhoz               | Return from the River Kwai          | Grayson ezredes                    | Sinkó László                               | Andrew V. McLaglen          |
| 1989 | Indiana Jones és az utolsó kereszteslovag | Indiana Jones and the Last Crusade  | Dr. Marcus Brody                   | Makay Sándor Tolnai Miklós                 | Steven Spielberg            |
| 1989 | Bangkok Hilton                            | Bangkok Hilton                      | Hal Stanton                        | Bitskey Tibor                              | Ken Cameron                 |
| 1988 | Hongkong bugyrai                          | Keys to Freedom                     | Basil Crisp felügyelő              | Láng József                                | Steve Feke                  |
| 1988 | Hanna háborúja                            | Hanna's War                         | ?                                  |                                            | Menahem Golan               |
| 1988 | Lopott mennyország                        | Stealing Heaven                     | Fulbert                            |                                            | Clive Donner                |
| 1988 | A Bourne-rejtély                          | The Bourne Identity                 | Geoffrey Washburn                  | Simon György Rajhona Ádám                  | Roger Young                 |
| 1988 | Ray Bradbury színháza (filmsorozat)       | The Ray Bradbury Theater            | Richard Braling                    |                                            | Tom Cotter                  |
| 1988 | A nemesi ház (filmsorozat)                | Noble House                         | Alastair Struan                    |                                            | Gary Nelson                 |
| 1987 | Szeptember                                | September                           | Howard                             | Avar István                                | Woody Allen                 |
| 1987 | Maurice                                   | Maurice                             | Dr.r Barry                         |                                            | James Ivory                 |
| 1986 | Hotel du Lac                              | Hotel du Lac                        | Philip Neville                     | Bács Ferenc                                | Giles Foster                |
| 1986 | A birodalom védelme                       | Defence of the Realm                | Vernon Bayliss                     | Fülöp Zsigmond                             | David Drury                 |
| 1985 | Szoba kilátással                          | A Room with a View                  | Mr. Emerson                        | Dobránszky Zoltán                          | James Ivory                 |
| 1984 | A kaméliás hölgy                          | Camille                             | Count de Noilly                    |                                            | Desmond Davis               |
| 1984 | Magánpraxis                               | A Private Function                  | Dr. Charles Swaby                  |                                            | Malcolm Mowbray             |
| 1984 | Borotvaélen                               | The Razor's Edge                    | Elliott Templeton                  | Tolnai Miklós                              | John Byrum                  |
| 1983 | Szerepcsere                               | Trading Places                      | Coleman                            | Tolnai Miklós Csuja Imre                   | John Landis                 |
| 1983 | A kék ruha                                | The Blue Dress                      | Terris                             | Kun Vilmos                                 | Peter Hammond               |
| 1983 | A gonosz lady                             | The Wicked Lady                     | Sir Ralph Skelton                  |                                            | Michael Winner              |
| 1982 | A misszionárius                           | The Missionary                      | Püspök                             | Makay Sándor                               | Richard Loncraine           |
| 1982 | Hazug angyal                              | Brimstone & Treacle                 | Tom Bates                          |                                            | Richard Loncraine           |
| 1981 | Az elveszett frigyláda fosztogatói        | Raiders of the Lost Ark             | Dr. Marcus Brody                   | Makay Sándor Tolnai Miklós                 | Steven Spielberg            |
| 1980 | Rossz időzítés                            | Bad Timing                          | Stefan Vognic                      |                                            | Nicolas Roeg                |
| 1979 | Szent Jack                                | Saint Jack                          | William Leigh                      |                                            | Peter Bogdanovich           |
| 1979 | Kuba                                      | Cuba                                | Donald Skinner                     |                                            | Richard Lester              |
| 1979 | Iskolajáték                               | School Play                         | Geoffrey Treasure                  | Szersén Gyula                              | James Cellan Jones          |
| 1978 | A brazíliai fiúk                          | The Boys from Brazil                | Sidney Beynon                      | Gruber Hugó                                | Franklin J. Schaffner       |
| 1977 | A híd túl messze van                      | A Bridge Too Far                    | Királyi Légierő meteorológus tiszt | Kautzky József Dobos Imre Cs. Németh Lajos | Richard Attenborough        |
| 1976 | Robin és Marian                           | Robin and Marian                    | Will Scarlett                      | Csuha Lajos                                | Richard Lester              |
| 1976 | Elkárhozottak utazása                     | Voyage of the Damned                | Canaris admirális                  | Tolnai Miklós Perlaki István               | Stuart Rosenberg            |
| 1975 | Tébolyult gyilkosság                      | The Crazy Kill                      | Dr. Frank Henson                   | Kautzky József                             | Dennis Vance                |
| 1974 | Duddy Kravitz céljai                      | The Apprenticeship of Duddy Kravitz | Friar                              |                                            | Ted Kotcheff                |
| 1973 | Babaház                                   | A Doll's House                      | Krogstad                           | Gálvölgyi János Tarján Péter               | Patrick Garland             |
| 1972 | Madame Sin (Madame Bűn)                   | Madame Sin                          | Malcolm De Vere                    | Tolnai Miklós                              | David Greene                |
| 1972 | Minden lében két kanál (filmsorozat)      | The Persuaders!                     | Roland                             |                                            | Sidney Hayers Leslie Norman |
| 1971 | A vértől csöpögő ház                      | The House That Dripped Blood        | Charles Hillyer                    |                                            | Peter Duffell               |
| 1970 | Megsemmisítését elrendelem                | Too Late the Hero                   | Hornsby százados                   | Áron László                                | Robert Aldrich              |
| 1970 | A gátlástalanság lovagja                  | The Rise and Rise of Michael Rimmer | Peter Niss                         | Mécs Károly                                | Kevin Billington            |
| 1968 | Sirály                                    | The sea gull                        | Dorn                               | Kozák András                               | Sidney Lumet                |
| 1968 | Razzia a Minsky burleszkben               | The Night They Raided Minsky's      | Vance Fowler felügyelő             | Tarján Péter                               | William Friedkin            |
| 1966 | Alfie - Szívtelen szívtipró               | Alfie                               | Abortuszt végző orvos              | Szokolay Ottó                              | Lewis Gilbert               |
| 1965 | Patkánykirály                             | King Rat                            | Larkin                             |                                            | Bryan Forbes                |
| 1965 | Vér a nap alatt                           | The High Bright Sun                 | Lt. Charlie Baker                  |                                            | Ralph Thomas                |
| 1964 | Mindenből a legjobbat                     | Nothing but the Best                | Charlie Prince                     | Kautzky József                             | Clive Donner                |
| 1953 | Kegyetlen tenger                          | The Cruel Sea                       | Morell                             |                                            | Charles Frend               |

## Fontosabb díjak és jelölések
- Oscar-díj
  - jelölés: a legjobb férfi mellékszereplő - Szoba kilátással (1987)
- BAFTA-díj
  - jelölés: a legjobb férfi mellékszereplő - A babaház (1974)
  - jelölés: a legjobb férfi mellékszereplő - Szent Jack (1980)
  - jelölés: a legjobb férfi mellékszereplő - Az elveszett frigyláda fosztogatói (1981)
  - díj: a legjobb férfi mellékszereplő - Szerepcsere (1984)
  - díj: a legjobb férfi mellékszereplő - Magánpraxis (1985)
  - díj: a legjobb férfi mellékszereplő - A birodalom védelme (1986)
  - jelölés: a legjobb férfi mellékszereplő - Szoba kilátással (1987)

## Fordítás
- Ez a szócikk részben vagy egészben  a   Denholm Elliott című angol Wikipédia-szócikk fordításán alapul.  Az eredeti cikk szerkesztőit annak laptörténete sorolja fel. Ez a jelzés csupán a megfogalmazás eredetét és a szerzői jogokat jelzi, nem szolgál a cikkben szereplő információk forrásmegjelöléseként.